# SMS Markgraf
El SMS Markgraf fue un acorazado de la clase König de la Kaiserliche Marine (armada del Imperio alemán) durante la Primera Guerra Mundial. Recibió su nombre en honor a uno de los títulos del Kaiser Guillermo II de Alemania, que además del título de Kaiser, entre otros títulos, ostentaba el de Margrave de Brandeburgo. 

## Construcción

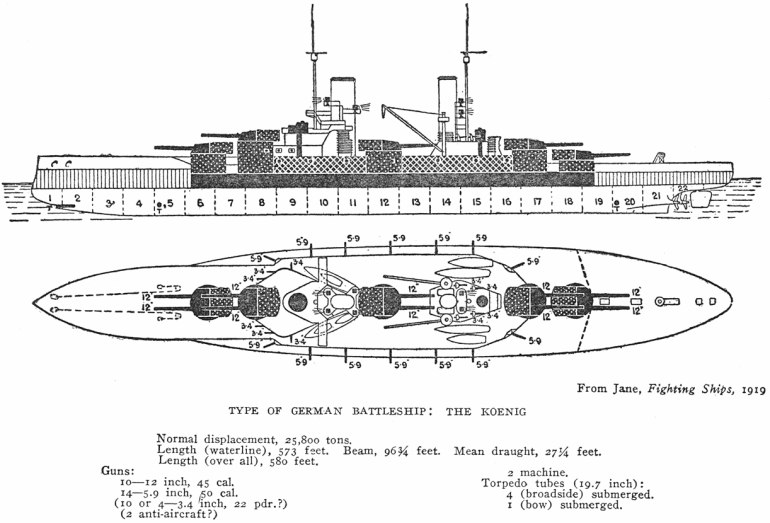
Diagrama de la clase König.

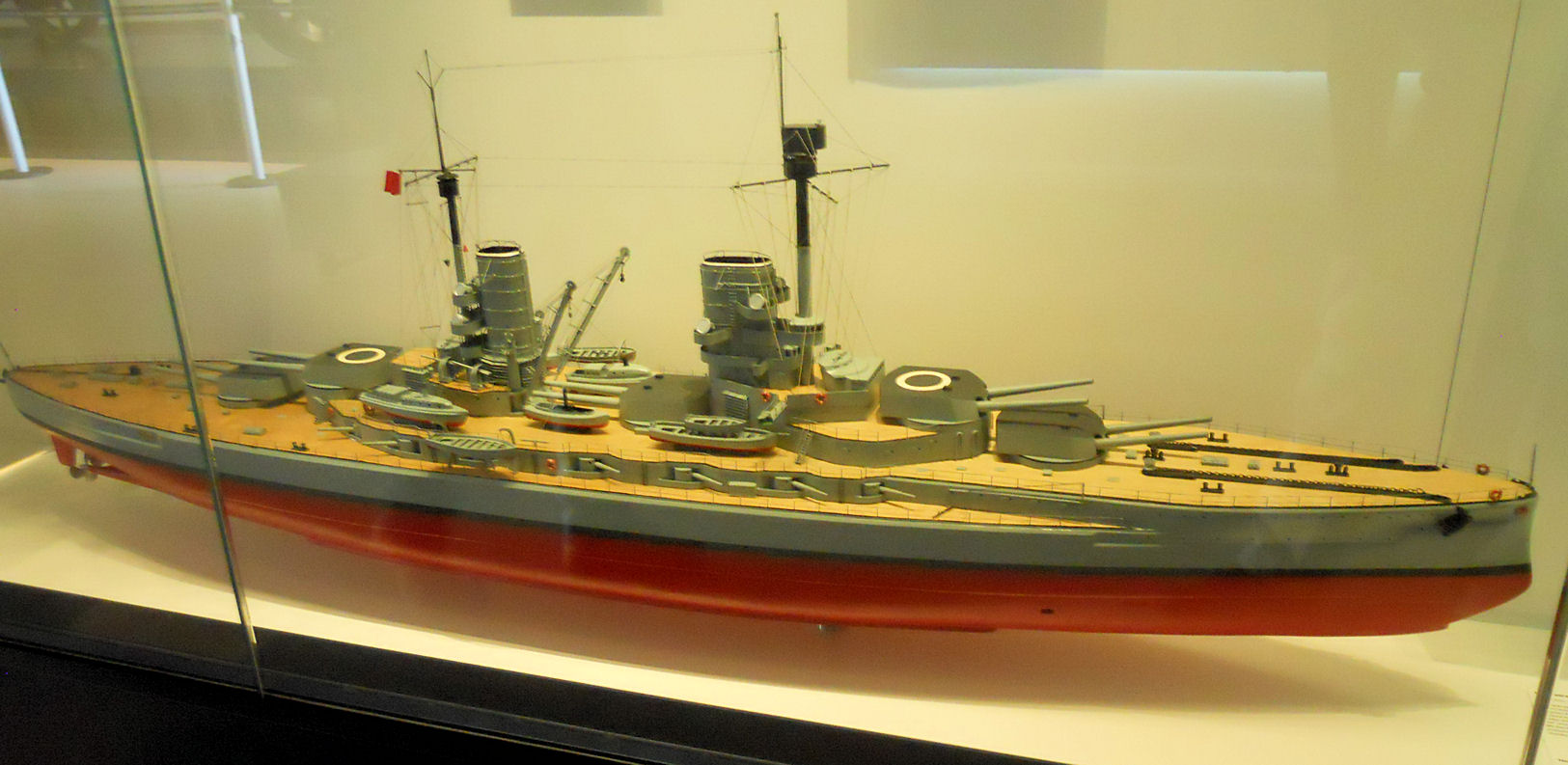
Maqueta del SMS Markgraf.

El SMS Markgraf fue construido por los astilleros AG Weser de Bremen. Su quilla fue puesta en grada en noviembre de 1911 y fue botado el 4 de junio de 1913. Fue dado de alta el 1 de octubre de 1914, con un coste para las arcas alemanas de 45 millones de marcos oro.
Era el tercer buque de los cuatro que componían su clase. Sus gemelos eran:
- SMS König
- SMS Großer Kurfürst
- SMS Kronprinz.

El Markgraf desplazaba 28.600 toneladas a plena carga con una eslora de 175,40 m, una manga de 29,50 m y un calado de 9,19 m. Era propulsado por tres turbinas AEG-Vulcan que desarrollaban 45 100 CV, que eran capaces de dar una velocidad máxima de 21,2 nudos.
Estaba armado con 10 cañones de 305 mm (12) dispuestos en torretas dobles, dos superpuestas a proa y otras tantas a popa, y una a mitad del buque entre las dos chimeneas. Como la anterior clase Kaiser, el Markgraf y sus gemelos podían disparar toda su artillería principal a ambas bandas. Su armamento secundario consistía en 14 cañones de 150 mm (5.9 pulgadas), 6 de 88 mm y 5 tubos lanzatorpedos sumergidos de 500 mm, uno al frente y dos a cada banda. Su tripulación estaba compuesta por 41 oficiales y 1095 tripulantes.
Su blindaje consistía en un cinturón blindado de 350 mm, 300 mm en las torretas y puente de mando y de una cubierta de 30 mm. 

## Servicio

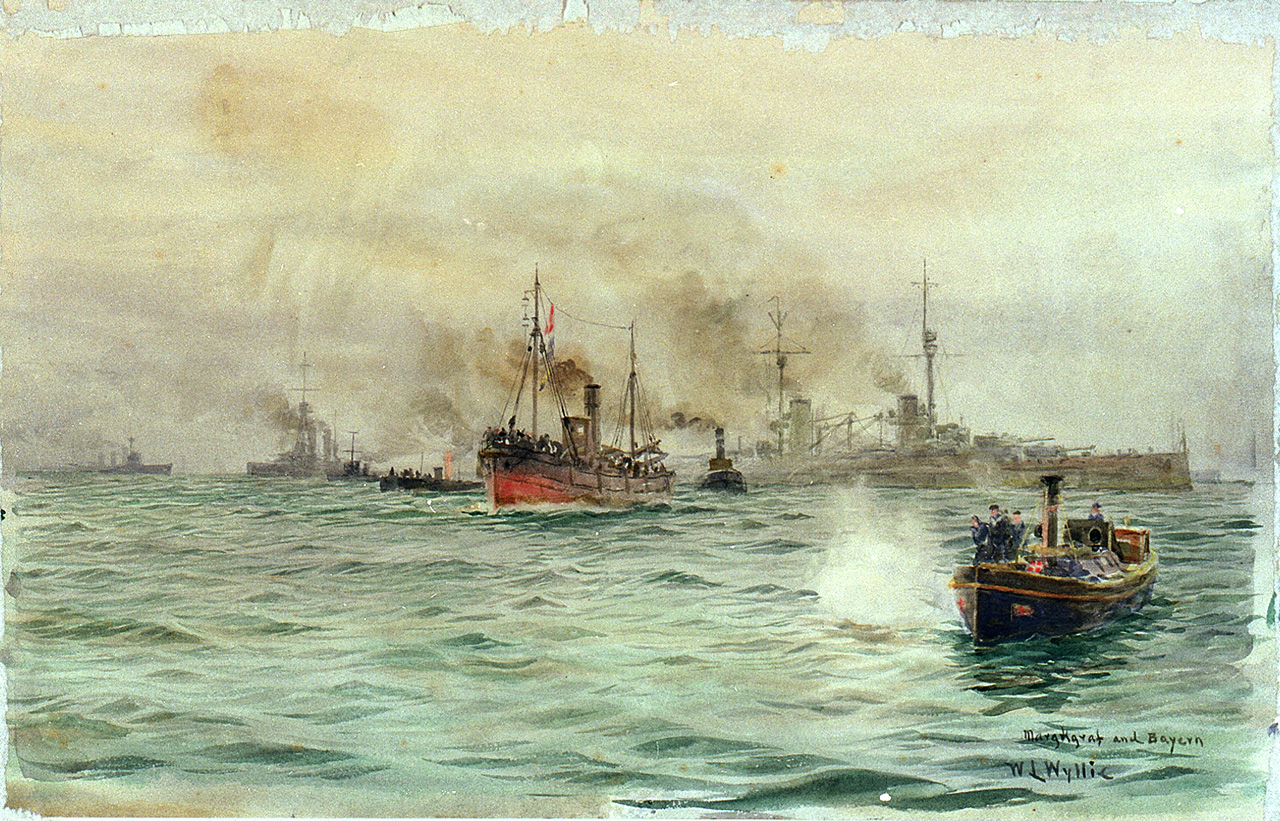
Pintura en la que aparece el SMS Markgraf.

Los primeros años de la Primera Guerra Mundial realizó operaciones y ejercicios en el Báltico y en el mar del Norte. El 25 de abril de 1916, junto con los otros acorazados de la clase König, proporcionó fuego de cobertura bombardeando Lowestoft y Yarmouth.
Asignado a la Flota de Alta Mar alemana, tomó parte en la Batalla de Jutlandia, en la que recibió cinco impactos que provocaron 11 muertos en su tripulación. Tras el combate, precisó un mes de reparaciones en Hamburgo, tras lo cual continuó operando en el Mar del Norte y el Báltico.
En octubre de 1917 durante la operación Albión contra la armada imperial rusa, el Markgraf chocó con una mina cerca de las islas bálticas de Osel y Dagö (actualmente Saaremaa e Hiiumaa) que le provocó daños ligeros. 
Internado al final del conflicto en la base británica de Scapa Flow en las Islas Orcadas, fue echado a pique por su tripulación el 21 de junio de 1919, junto con toda la flota de alta mar alemana. Un grupo de los Marines Reales intentaron evitar el autohundimiento y mataron a su capitán, Walter Schumann, y a su primer oficial, Hermann Dittman. Fueron dos de las nueve últimas bajas alemanas de la Primera Guerra Mundial.

## Destino
Fue vendido por el gobierno alemán al Reino Unido en 1962. El pecio del SMS Markgraf continúa en Scapa Flow, cerca de la isla de Cava, en las coordenadas 58°53′31″N 3°9′55″O / 58.89194, -3.16528, y es un popular lugar de buceo.